# Liste der Baudenkmäler in Mühlwald
Die Liste der Baudenkmäler in Mühlwald (italienisch Selva dei Molini) enthält die 17 als Baudenkmäler ausgewiesenen Objekte auf dem Gebiet der Gemeinde Mühlwald in Südtirol.
Basis ist das im Internet einsehbare offizielle Verzeichnis der Baudenkmäler in Südtirol. Dabei kann es sich beispielsweise um Sakralbauten, Wohnhäuser, Bauernhöfe und Adelsansitze handeln. Die Reihenfolge in dieser Liste orientiert sich an der Bezeichnung, alternativ ist sie auch nach der Adresse oder dem Datum der Unterschutzstellung sortierbar.

## Liste
| Foto |                 | Bezeichnung                                                          | Standort                     | Eintragung                   | Beschreibung                  | Metadaten                                           |
| ---- | --------------- | -------------------------------------------------------------------- | ---------------------------- | ---------------------------- | ----------------------------- | --------------------------------------------------- |
| BW   | Datei hochladen | Auermühle ID: 16181                                                  | 46° 53′ 43″ N, 11° 49′ 19″ O | 17. Feb. 1986 (BLR-LAB 575)  | Mühle                         | KG: Mühlwald Bauparzelle: 299                       |
| BW   | Datei hochladen | Außerwegermühle ID: 16180                                            | 46° 53′ 42″ N, 11° 49′ 26″ O | 17. Feb. 1986 (BLR-LAB 575)  | Mühle                         | KG: Mühlwald Bauparzelle: 271                       |
| BW   | Datei hochladen | Forer mit Kapelle ID: 16178                                          | 46° 53′ 57″ N, 11° 49′ 35″ O | 17. Feb. 1986 (BLR-LAB 575)  | Ländliches Wohnhaus/Bauernhof | KG: Mühlwald Bauparzelle: 256 Grundparzelle: 1317   |
| BW   | Datei hochladen | Forermühle ID: 16182                                                 | 46° 54′ 0″ N, 11° 49′ 22″ O  | 17. Feb. 1986 (BLR-LAB 575)  | Mühle                         | KG: Mühlwald Bauparzelle: 304                       |
| ja   | Datei hochladen | Gabriel ID: 16173                                                    | 46° 53′ 32″ N, 11° 51′ 33″ O | 17. Feb. 1986 (BLR-LAB 575)  | Ländliches Wohnhaus/Bauernhof | KG: Mühlwald Bauparzelle: 16                        |
| BW   | Datei hochladen | Holzer ID: 16175                                                     | 46° 53′ 57″ N, 11° 53′ 14″ O | 17. Feb. 1986 (BLR-LAB 575)  | Ländliches Wohnhaus/Bauernhof | KG: Mühlwald Bauparzelle: 117                       |
| BW   | Datei hochladen | Innerwegermühle und Stampfe ID: 16179                                | 46° 53′ 42″ N, 11° 49′ 24″ O | 17. Feb. 1986 (BLR-LAB 575)  | Mühle                         | KG: Mühlwald Bauparzelle: 269, 270                  |
| BW   | Datei hochladen | Lanermühle und Stampfe ID: 16183                                     | 46° 54′ 1″ N, 11° 49′ 24″ O  | 17. Feb. 1986 (BLR-LAB 575)  | Mühle                         | KG: Mühlwald Bauparzelle: 306, 307                  |
| BW   | Datei hochladen | Mair zu Niederweg mit Kapelle ID: 16177                              | 46° 53′ 32″ N, 11° 50′ 52″ O | 17. Feb. 1986 (BLR-LAB 575)  | Ländliches Wohnhaus/Bauernhof | KG: Mühlwald Bauparzelle: 194 Grundparzelle: 1195/1 |
| BW   | Datei hochladen | Maria-Hilf-Kapelle beim Brugger ID: 16186                            | 46° 53′ 31″ N, 11° 53′ 51″ O | 17. Feb. 1986 (BLR-LAB 575)  | Kapelle                       | KG: Mühlwald Bauparzelle: 66                        |
| BW   | Datei hochladen | Maria-Hilf-Kapelle beim Feichter ID: 16176                           | 46° 54′ 7″ N, 11° 52′ 22″ O  | 30. Dez. 1988 (BLR-LAB 9024) | Kapelle                       | KG: Mühlwald Bauparzelle: 169                       |
| BW   | Datei hochladen | Maria-Hilf-Kapelle beim Oberwenger ID: 16187                         | 46° 53′ 36″ N, 11° 54′ 8″ O  | 17. Feb. 1986 (BLR-LAB 575)  | Kapelle                       | KG: Mühlwald Grundparzelle: 276                     |
| ja   | Datei hochladen | Maria-Hilf-Kapelle in Außermühlen ID: 16174                          | 46° 53′ 28″ N, 11° 52′ 48″ O | 14. Dez. 1949 (MD)           | Kapelle                       | KG: Mühlwald Bauparzelle: 46                        |
| BW   | Datei hochladen | Mühle ID: 16185                                                      | 46° 54′ 3″ N, 11° 49′ 27″ O  | 17. Feb. 1986 (BLR-LAB 575)  | Mühle                         | KG: Mühlwald Bauparzelle: 310                       |
| BW   | Datei hochladen | Pfarrkirche St. Agnes und Friedhof ID: 16171                         | 46° 55′ 7″ N, 11° 48′ 11″ O  | 17. Feb. 1986 (BLR-LAB 575)  | Kirche                        | KG: Lappach Bauparzelle: 40 Grundparzelle: 201      |
| ja   | Datei hochladen | Pfarrkirche St. Gertraud mit Friedhof und Friedhofskapelle ID: 16172 | 46° 53′ 27″ N, 11° 51′ 23″ O | 17. Feb. 1986 (BLR-LAB 575)  | Kirche                        | KG: Mühlwald Bauparzelle: 1, 291 Grundparzelle: 24  |
| BW   | Datei hochladen | Wassermann mit Zuhaus, Mühle, Kapelle und Hilge ID: 16184            | 46° 53′ 35″ N, 11° 49′ 47″ O | 17. Feb. 1986 (BLR-LAB 575)  | Ländliches Wohnhaus/Bauernhof | KG: Mühlwald Bauparzelle: 275, 276, 286, 380        |

Falls bei einem Baudenkmal keine Koordinaten bekannt sind, werden ersatzweise die Katasterdaten zum Zeitpunkt der Unterschutzstellung angegeben. Diese sind weder offiziell noch zwingend aktuell.
Die vom Landesdenkmalamt übernommenen Adressen können veraltet sein.
| Foto:   | Fotografie des Denkmals. Klicken des Fotos erzeugt eine vergrößerte Ansicht. Daneben finden sich zwei Symbole: |
| ID      | Identifikator beim Südtiroler Landesdenkmalamt                                                                 |
| KG      | Katastralgemeinde                                                                                              |
| MD      | Ministerialdekret                                                                                              |
| BLR-LAB | Beschluss der Landesregierung – Landesausschussbeschluss                                                       |